# 亚德里安·布拉奥
亚德里安·布拉奥（荷蘭語：Adriaan Blaauw，1914年4月12日—2010年12月1日），荷兰天文学家。
他的研究主要包括星团和恒星组合。1989年他获得了布鲁斯奖（Bruce Medal），第2145号小行星是以他的名字命名的。